# Opzet van de Billie Jean King Cup
De Billie Jean King Cup is in het vrouwentennis is dit het meest prestigieuze toernooi voor landenteams. Het wordt sinds 1963 elk jaar gehouden.

## Huidige opzet (vanaf 2020)
De beste twintig landen spelen in de Wereldgroep. Alleen landen die in deze groep spelen, kunnen de Billie Jean King Cup winnen. Alle overige landen spelen in de regionale zones op verschillende niveaus daaronder. Door te promoveren kunnen ze  een plek verwerven in de Wereldgroep om in het jaar daarop een gooi te doen naar de Billie Jean King Cup. Landen kunnen uit de Wereldgroep degraderen naar de regionale groepen. 
Wereldgroep
Eindtoernooi

In het eindtoernooi spelen twaalf landen om de Billie Jean King Cup. De eindronde wordt gedurende één week in één stad gehouden. Voor dit toernooi zijn drie landen rechtstreeks gekwalificeerd; de twee finalisten van de vorige editie en de gastheer. Een vierde land krijgt een wildcard dat wordt toegekend door lokale toernooibestuur, geadviseerd door de ITF, de organisatie en het plaatselijke organisatiecomité. De acht overige plaatsen worden ingevuld door de winnaars van de kwalificatieronde. Een wildcard kan worden toegekend aan een land dat in de vorige editie in de eindronde niet de finale haalde of een winnaar van de play-off, mits dit land in de top 50 van de wereldranglijst staat en een speelster heeft bij de eerste 10 van de WTA-wereldranglijst voor het enkelspel.
De twaalf landen worden in vier groepen van drie verdeeld en binnen een groep spelen alle landen een keer tegen elkaar. De vier groepswinnaars spelen vervolgens een halve finale en de winnaars daarvan spelen in de finale om de titel. De groepen worden samengesteld op basis van de positie op de wereldranglijst. De vier hoogst genoteerde landen worden over de vier groepen geloot, vervolgens de landen vijf tot en met acht en tot slot de vier laagst geplaatste landen.
Kwalificatieronde

De zestien landen die in de Wereldgroep zitten, maar niet rechtstreeks voor het eindtoernooi zijn geplaatst, spelen in een uit- of thuiswedstrijd tegen een ander land uit de Wereldgroep. De winnaar plaatst zich voor het eindtoernooi. De verliezer gaat naar de play-offs waarin het speelt om degradatie te voorkomen.
Regionale groepen
De overige landen spelen in een van de regionale groepen. Er is een Europees/Afrikaanse zone, een Amerikaanse zone en een Aziatisch/Oceanische zone. De landen in de regionale zones zijn verdeeld in twee of drie groepen, afhankelijk van het aantal landen, waarbij groep 1 de sterkste is en groep 3 de zwakste. Er wordt hier niet meer in een thuis- of uitwedstrijd gespeeld, maar in een toernooivorm. Gedurende een week in een of meer van die landen spelen alle landen hun wedstrijden. 
Indeling in tabelvorm
In 2020 is de indeling van de 115 deelnemende landen als volgt:
| Niveau | Groep(en)                          | Groep(en)                                   | Groep(en)                                  |
| ------ | ---------------------------------- | ------------------------------------------- | ------------------------------------------ |
| 1      | Wereldgroep 20 landen              | Wereldgroep 20 landen                       | Wereldgroep 20 landen                      |
| 2      | Groep 1 Amerikaanse zone 7 landen  | Groep 1 Aziatisch/Oceanische zone 6 landen  | Groep 1 Europees/Afrikaanse zone 13 landen |
| 3      | Groep 2 Amerikaanse zone 15 landen | Groep 2 Aziatisch/Oceanische zone 18 landen | Groep 2 Europees/Afrikaanse zone 8 landen  |
| 4      |                                    |                                             | Groep 3 Europees/Afrikaanse zone 28 landen |

Promotie en degradatie
De twee finalisten van het eindtoernooi plaatsen zich direct voor het volgende eindtoernooi. De twee slechtste landen degraderen in principe naar een regionale groep, niveau 1. De overige acht landen spelen in principe het jaar daarop in de kwalificatieronde.
play-offs

In de play-offs spelen de acht verliezers van de kwalificatieronde en de acht beste landen van de regionale groepen, niveau 1. De acht landen die het hoogst op de wereldranglijst staan worden geloot tegen een van de overige acht landen. De winnaar speelt het jaar daarop in de wereldgroep, de verliezer in niveau 1 van hun regionale groep.
Regionale zones

Uit de drie regionale zones, niveau 1, plaatsen acht landen zich voor de play-offs. Dit zijn vier landen uit de Europese/Afrikaanse zone, en twee uit elke overige zone. Uit elke regionale zon, niveau 1 degraderen twee landen naar niveau 2. Op basis van het aantal landen dat in de zones speelt, bepaalt de organisatie hoeveel landen op de overige niveaus promoveren en degraderen. 
Afwijkingen

Afwijkingen zijn mogelijk als bijvoorbeeld een van de twee slechtste landen uit het eindtoernooi gastheer wordt of een wildcard krijgt voor de volgende editie. Of als een finalist het volgende jaar het gastland is of als het gastland normaliter niet in de Wereldgroep zou spelen. In dat geval besluit de organisatie hoe dan wordt gehandeld.
Opzet van een wedstrijd
Een ontmoeting tussen landen heeft plaats over drie tenniswedstrijden (ook wel rubbers genoemd) en wordt op één dag gespeeld. Twee enkelspelen en aan afsluitend dubbelspel. Uitzondering zijn de wedstrijden in de kwalificatieronde en de play-offs. Die gaan over vier enkelspelen en een afsluitend dubbelspel. De eerste dag twee enkelspelen en de dag erna de omgekeerde enkelspelen gevolgd door het dubbelspel. Niet alle vijf wedstrijden hoeven gespeeld te worden. Als na de eerste drie wedstrijden er al een beslissing is gevallen, wordt het vierde enkelspel niet gespeeld maar wel het dubbelspel. Is er na vier wedstrijden een beslissing, dan kunnen de landen onderling bepalen of het dubbelspel nog wel wordt gespeeld.
In de kwalificatieronde en in de play-offs speelt telkens één land thuis. Welk land dit is, en welk land mag bepalen op welke ondergrond wordt gespeeld, bepaalt de ITF. Het baseert zich daarbij op eerder gespeelde wedstrijden tussen deze landen. Als bijvoorbeeld de laatste ontmoeting met land X een uitwedstrijd was, wordt de eerstvolgende ontmoeting met land X een thuiswedstrijd.

## Geschiedenis van de toernooiopzet

### 1963-1991
Van 1963 tot en met 1991 kwamen gedurende een week alle landen bij elkaar om in een toernooivorm tegen elkaar te spelen. Elke ontmoeting bestond uit drie "rubbers", waarvan twee in het enkelspel en één in het dubbelspel.

### 1992-1994
Vanaf 1992 waren er zoveel inschrijvingen dat de ITF overging op regionale voorronden en een eindtoernooi vergelijkbaar met de voorgaande versies.

### 1995-2004
Vanaf 1995 is er afgestapt van een eindtoernooi. Naar voorbeeld van de Davis Cup wordt op de twee hoogste niveaus een ontmoeting in een van de twee landen afgewerkt. In de regionale zones wordt nog wel een toernooi gespeeld. In de Wereldgroepen worden vijf "rubbers" gespeeld (twee enkelspelen op dag 1, de omgekeerde enkelspelen en het dubbelspel op dag 2). In de regionale zones worden nog steeds drie "rubbers" gespeeld.
Vanaf 1995 bestaan ook de promotie- en degradatieregelingen. Hierdoor is het dus niet meer zo dat elk land elk jaar de kans heeft om het toernooi te winnen, maar moet het eerst stapsgewijs een plaats in de Wereldgroep I veroveren, beginnend in de laagste groep van zijn regionale zone.

### 2005-2019
Elk jaar strijden acht landen in de Wereldgroep I om de titel. De andere landen spelen in de Wereldgroep II en drie regionale zones (Amerika's, Azië/Oceanië en Europa/Afrika).
In de Wereldgroep I spelen gedurende een weekeinde twee landen tegen elkaar, waarbij een land thuis speelt. Welk land dit is, en welk land mag bepalen op welke ondergrond wordt gespeeld, bepaalt de ITF. Het baseert zich daarbij op eerder gespeelde wedstrijden tussen deze landen. Als bijvoorbeeld de laatste ontmoeting tegen land X een uitwedstrijd was, wordt de eerstvolgende ontmoeting tegen land X een thuiswedstrijd.
De winnaar van een ontmoeting gaat door naar de volgende ronde. Na drie wedstrijden (eerste ronde, halve finale en finale) is dan de winnaar bekend.
Verliezers uit de eerste ronde spelen later in het jaar nog een extra wedstrijd om degradatie naar de Wereldgroep II te voorkomen.
De landen in de Wereldgroep II spelen een wedstrijd waarbij winst leidt tot een wedstrijd om te promoveren en verlies leidt tot een wedstrijd om te voorkomen dat men degradeert naar groep 1 van een regionale zone.
De landen in de regionale zones zijn verdeeld in twee of drie groepen, afhankelijk van het aantal landen, waarbij groep 1 de sterkste is en groep 3 de zwakste. Er wordt hier niet meer in een thuis- of uitwedstrijd gespeeld, maar in een toernooivorm. Gedurende een week in een van die landen spelen alle landen enkele wedstrijden.
- groep 1: Het beste land per zone (plus nog een tweede land uit een zone naar keuze van het organisatiecomité) krijgt een kans om voor het volgend jaar te promoveren naar de Wereldgroep II. Deze vier landen doen dat door deel te nemen aan de Wereldgroep II-play-offs. De twee slechtste landen per zone spelen het jaar erop in groep 2.
- groep 2: De beste twee landen per zone promoveren naar groep 1. De slechtste 2 landen degraderen naar groep 3 (als er drie groepen zijn; momenteel alleen in de zone Europa/Afrika).
- groep 3: De beste twee landen promoveren naar groep 2.

De ontmoetingen tussen landen in de Wereldgroepen I en II hebben plaats over vijf tenniswedstrijden (ook wel rubbers genoemd); er zijn dus drie overwinningen nodig om het duel te winnen. De wedstrijden vinden op twee dagen plaats: twee enkelspelpartijen op de eerste dag en de omgekeerde enkelspelpartijen gevolgd door een dubbelspelpartij op de tweede dag.
De wedstrijden in de regionale groepen gaan over drie rubbers, twee in het enkelspel en één in het dubbelspel; alle drie op één dag.
De opzet voor bijvoorbeeld het jaar 2016 was als volgt:
| Niveau | Groep(en)                          | Groep(en)                                   | Groep(en)                                  |
| ------ | ---------------------------------- | ------------------------------------------- | ------------------------------------------ |
| 1      | Wereldgroep I 8 landen             | Wereldgroep I 8 landen                      | Wereldgroep I 8 landen                     |
| 2      | Wereldgroep II 8 landen            | Wereldgroep II 8 landen                     | Wereldgroep II 8 landen                    |
| 3      | Groep 1 Amerikaanse zone 7 landen  | Groep 1 Aziatisch/Oceanische zone 8 landen  | Groep 1 Europees/Afrikaanse zone 15 landen |
| 4      | Groep 2 Amerikaanse zone 13 landen | Groep 2 Aziatisch/Oceanische zone 12 landen | Groep 2 Europees/Afrikaanse zone 8 landen  |
| 5      |                                    |                                             | Groep 3 Europees/Afrikaanse zone 19 landen |